# Ängestjärnen (Degerfors socken, Västerbotten, 714168-169819)
Ängestjärnen är en sjö i Vindelns kommun i Västerbotten och ingår i Umeälvens huvudavrinningsområde.